# Mabinogion

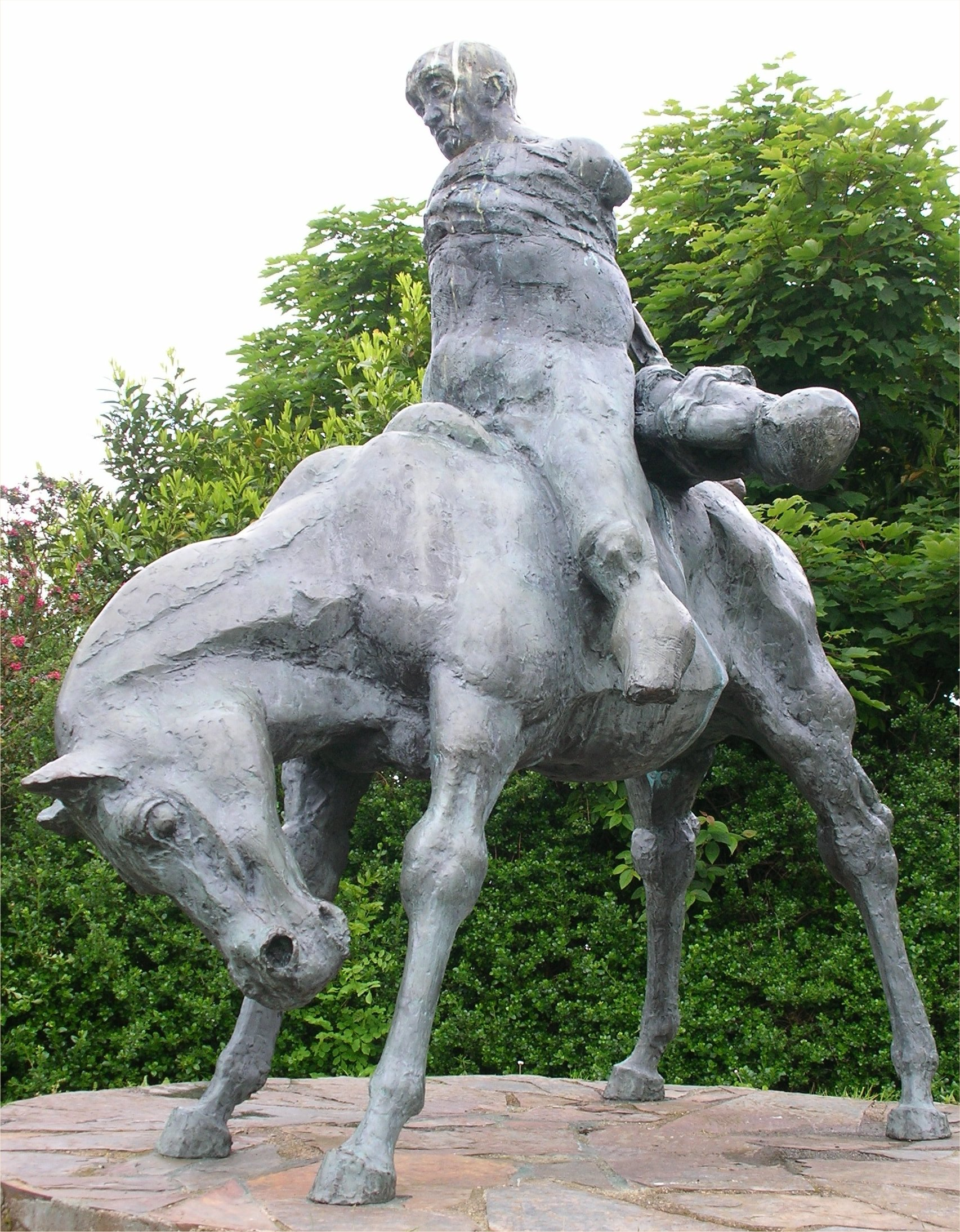
Bendigeidfran draagt het lichaam van zijn neef Gwern, de zoon van de Ierse koning Mallolwch en zijn zuster Branwen, standbeeld in Wales

De Mabinogion zijn een aantal middeleeuwse Welshe proza-teksten. De naam Mabinogion is het gevolg van een vergissing van Lady Charlotte Guest die deze teksten in het Engels vertaalde: zij nam ten onrechte aan dat Mabinogion het meervoud was van het Welshe Mabinogi. Ze voegde aan de elf verhalen een verhaal van Taliesin toe.
De teksten komen uit het Witte Boek van Rhydderch (Llyfr Gwyn Rhydderch) en het Rode Boek van Hergest (Llyfr Coch Hergest), beide uit de veertiende eeuw. De verhalen zijn zelf veel ouder, maar er bestaat geen consensus over hoeveel ouder ze zijn.

## Inhoud
Er zijn oorspronkelijk vier takken van de Mabinogi, namelijk:
- Pwyll Pendefig Dyfed (Pwyll heer van Dyfed)
- Branwen Ferch Lŷr (Branwen dochter van Llyr)
- Manawydan Fab Llŷr (Manawydan zoon van Llyr)
- Math Fab Mathonwy (Math zoon van Mathonwy)

Lady Charlotte Guest voegde hieraan nog vijf andere traditionele Welshe verhalen toe.
- Breuddwyd Macsen Wledig (De droom van Maxentius)
- Lludd a Llefelys (Llud en Llevelys)
- Culhwch ac Olwen (Hoe Culhwch Owen won)
- Breuddwyd Rhonabwy (De droom van Rhonabwy)
- Hanes Taliesin (Boek van Taliesin)

Daarnaast bevat de Mabinogion drie Arthurlegendes:
- Owain, neu Iarlles y Ffynnon (Owein, of de gravin van de bron)
- Peredur fab Efrawg (Peredur zoon van Evrawg)
- Geraint ac Enid (Gereint en Enid)

## Trivia
- De Avonturen van Taran zijn gebaseerd op de Welshe mythologie, in het bijzonder de Mabinogion
- In 2003 werden de Mabinogion verfilmd als Y Mabinogi